# Joe Caldwell
Joe Louis Caldwell (ur. 1 listopada 1941 w Texas City) – amerykański koszykarz, grający na pozycji niskiego skrzydłowego, mistrz olimpijski, uczestnik spotkań gwiazd w ligach NBA oraz ABA, wielokrotnie wybierany do składów najlepszych zawodników oraz obrońców w obu ligach.

## Osiągnięcia

### ABA
- 2-krotny uczestnik meczu gwiazd ABA (1971, 1973)
- Zaliczony do:
  - I składu defensywnego ABA (1973)[3]
  - II składu ABA (1971)[4]

### NBA
- 2-krotny uczestnik meczu gwiazd NBA (1969, 1970)
- Wybrany do I składu debiutantów NBA (1965)[5]
- Wybrany do II składu defensywnego NBA (1970)[6]

### Reprezentacja
- Mistrz olimpijski (1964)[7]